# Sergentomyia koloshanensis
Sergentomyia koloshanensis är en tvåvingeart som beskrevs av Yao et Wu 1946. Sergentomyia koloshanensis ingår i släktet Sergentomyia och familjen fjärilsmyggor. Inga underarter finns listade i Catalogue of Life.